# Зуево (Духовщинский район)
Зуево — деревня в Духовщинском районе Смоленской области России. Входит в состав Бабинского сельского поселения. Население — 14 жителей (2007 год).
Расположена в северной части области в 13 км к юго-западу от Духовщины, в 0,1 км западнее автодороги Р136 Смоленск — Нелидово, на берегу реки Крупица. В 14 км юго-восточнее деревни расположена железнодорожная станция Присельская на линии Москва — Минск.

## История
В годы Великой Отечественной войны деревня была оккупирована гитлеровскими войсками в июле 1941 года, освобождена в сентябре 1943 года.